# Великий Конімансур
Великий Конімансур (тадж. Калон Конимансур) — родовище срібла на півночі Таджикистану, в Согдійській області, одне з найбільших у світі. Було розвідано ще 1970-1980-ті.
Запаси родовища становлять близько 1 млрд т руди із вмістом срібла 49 г на 1 т, свинцю — 0,49 % та цинку — 0,38 %. Загальні запаси срібла Великого Конімансуру перевищують 50 000 т.